# Ciocan rotopercutor

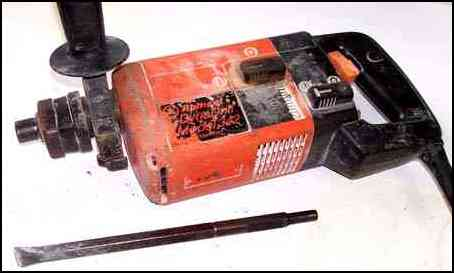
Ciocan rotopercutor Ramset 342 Dyna

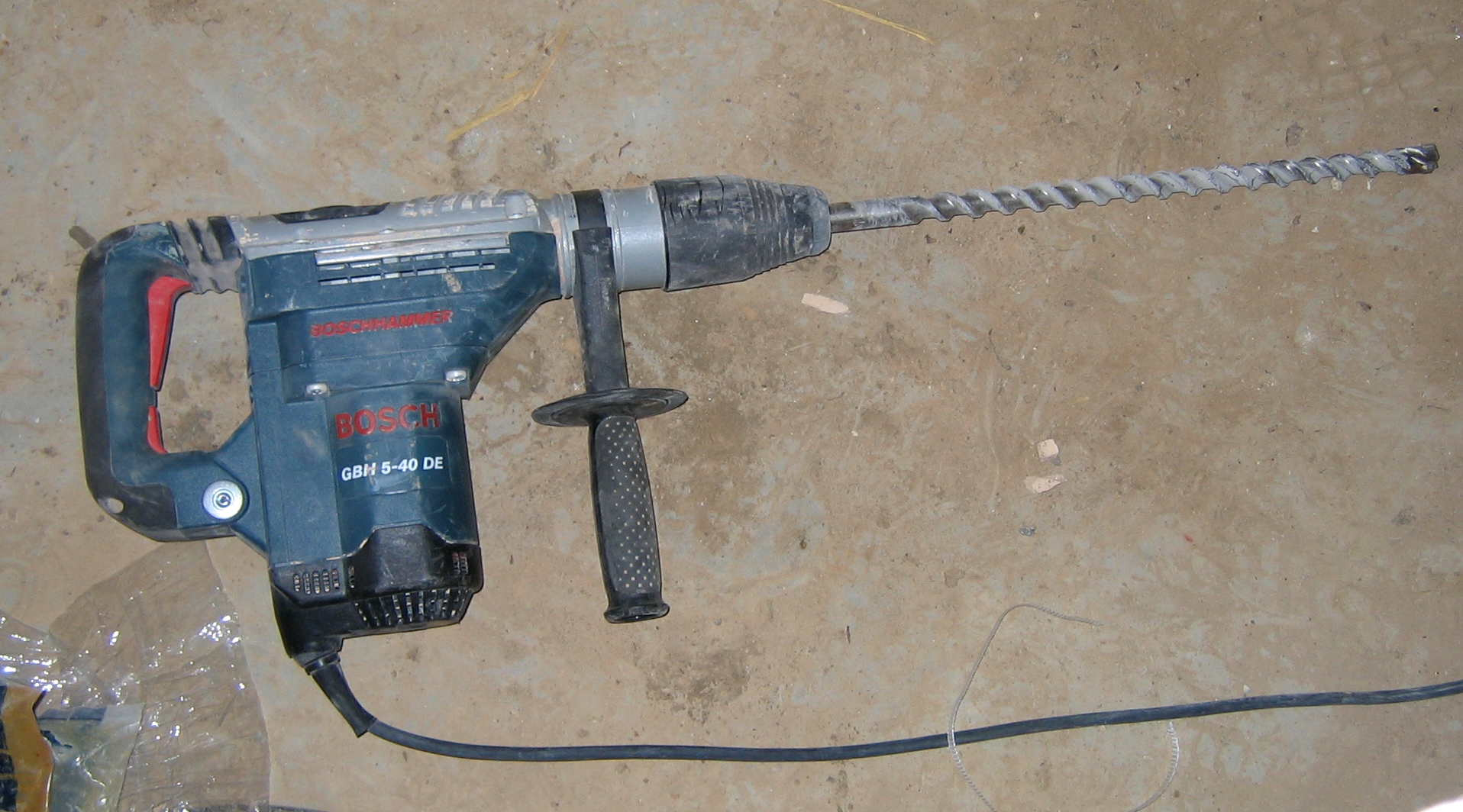

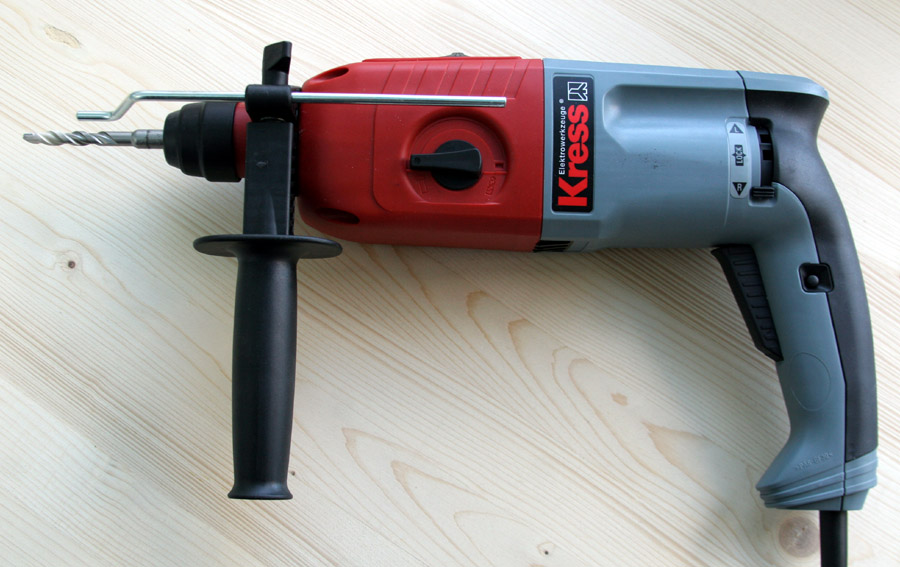
Ciocan rotopercutor Kress 650 PE.

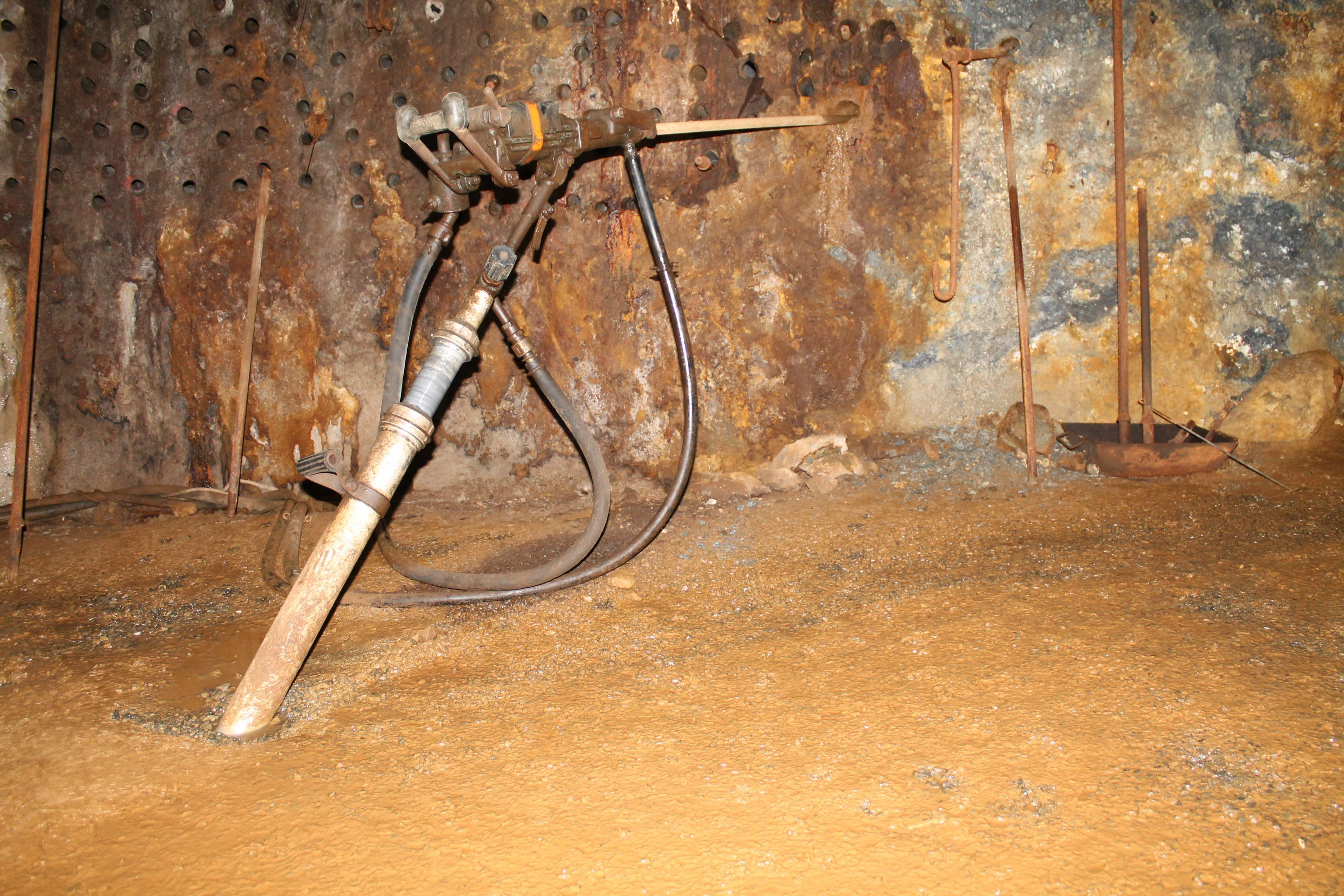
Burghiu cu ciocan manual ghidat de suport cu spălare laterală – BHS16S

Un ciocan rotopercutor, sau simplu rotopercutor, este o mașină-unealtă cu burghiu care acționează și printr-o succesiune repetată de lovituri. La generarea impulsului îndreptat spre materialul prelucrat este folosit un mecanism pneumatic sau electromagnetic.
Ciocanul rotopercutor are trei moduri de lucru: ciocan perforator, găurire prin sfredelire și combinația dintre cele două: ciocan perforator + sfredelire. Atunci când rotopercutorul e folosit în modul de ciocan perforator pur, el funcționează asemenea unui pichamăr. După construcția sa și modul de utilizare, ciocanul rotopercutor se aseamănă cu bormașina. Una din diferențele de bază dintre rotopercutor și bormașină este putearea mașinii. În timp ce la rotopercutor energia loviturii ajunge până la câțiva Joule, la bormașină aceasta este nesemntificativă și de obicei nici nu este indicată. În practică, un rotopercutor este mult mai eficient la găurirea betonului, față de o bormașină cu funcție adițională de ciocan percutor.